# Oktavmandola
Oktavmandola er et strengeinstrument tæt beslægtet med mandolinen. 
Instrumentet har fire dobbeltstrenge, altså otte strenge i alt. Strengene er stemt i kvinter: G-D-A-E, en oktav dybere end mandolinen. 
Strengparrene er oftest stemt ens, men det kendes også at musikere oktavstemmer de dybeste strengepar for at give tonen ekstra klang.
Oktavmandolaen kendes i USA under navnet Octave Mandolin, og et stort set identisk instrument kendes i Irland som den irske bouzouki.
Oktavmandolaen spilles med plekter.